# Người Rusyn
Người Rusyn (tiếng Rusyn: Русины, đã Latinh hoá: Rusynŷ) đôi khi được gọi là người Rusnak (tiếng Rusyn: Руснакы, đã Latinh hoá: Rusnakŷ) còn được gọi là người Karpat-Ruthenia hoặc người Karpat-Rusyn (tiếng Rusyn: Карпато-Русини, đã Latinh hoá: Karpato-Rusyny) là một nhóm sắc tộc thuộc nhóm Đông Slav. Họ sinh sống ở các khu vực phía bắc của Đông Carpathia từ đầu thời Trung cổ. Cùng với các nhóm sắc tộc Đông Slav khác từ các khu vực lân cận, chúng thường được gọi bởi cái tên phổ biến là người Ruthenia, hoặc theo chỉ tên thể hơn trong khu vực Karpat Ruthenia với các tên nhóm phụ như người Dolinya, Boyko, Hutsul và Lemko. Không giống như các nước láng giềng ở phía đông, những người đã sử dụng từ dân tộc Ukraina vào đầu thế kỷ 20, người Rusyn giữ và giữ nguyên tên gốc của mình. Là cư dân của các khu vực phía đông bắc của dãy núi Karpat, người Rusyn có mối liên hệ chặt chẽ và đôi khi cũng liên kết với các cộng đồng Slav khác trong khu vực, như cộng đồng vùng cao Goral Tây Slav (nghĩa đen là "Cao nguyên").
Các tên gọi chính của khu vực dành cho người Rusyn là: Karpat-Rusyn, Karpat-Ruthenia và Karpat-Nga, với tiền tố "Karpat-" đề cập đến Karpat Ruthenia (Rusynia), một khu vực xuyên biên giới lịch sử bao gồm các khu vực phía tây nam Ukraina. khu vực phía đông bắc Slovakia và phần đông nam Ba Lan. Trong số 1,21,6 triệu người có nguồn gốc từ người Rusyn, chỉ có khoảng 90.000 cá nhân được xác định chính thức như vậy trong các cuộc điều tra quốc gia gần đây. Đó là bởi vì nhiều cơ quan điều tra dân số coi họ như một nhóm nhỏ của người dân Ukraina, nhưng một số quốc gia chính thức công nhận họ là một dân tộc thiểu số.

## Hình ảnh

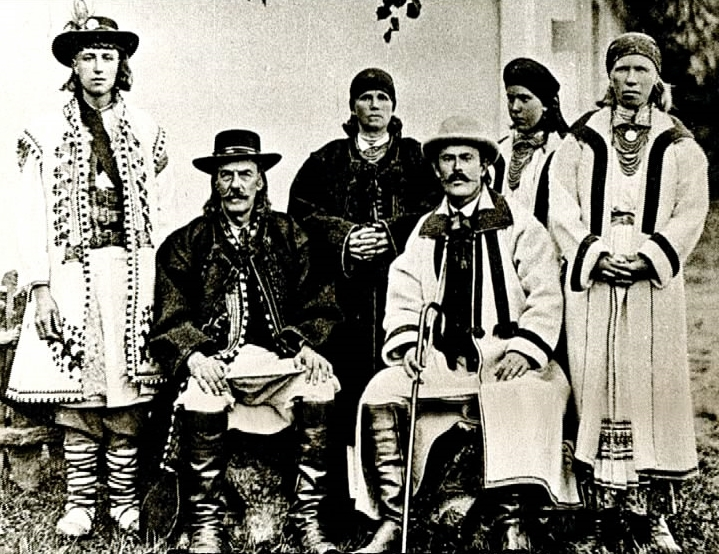
Gia đình người Boyko, cuối thế kỷ 19.
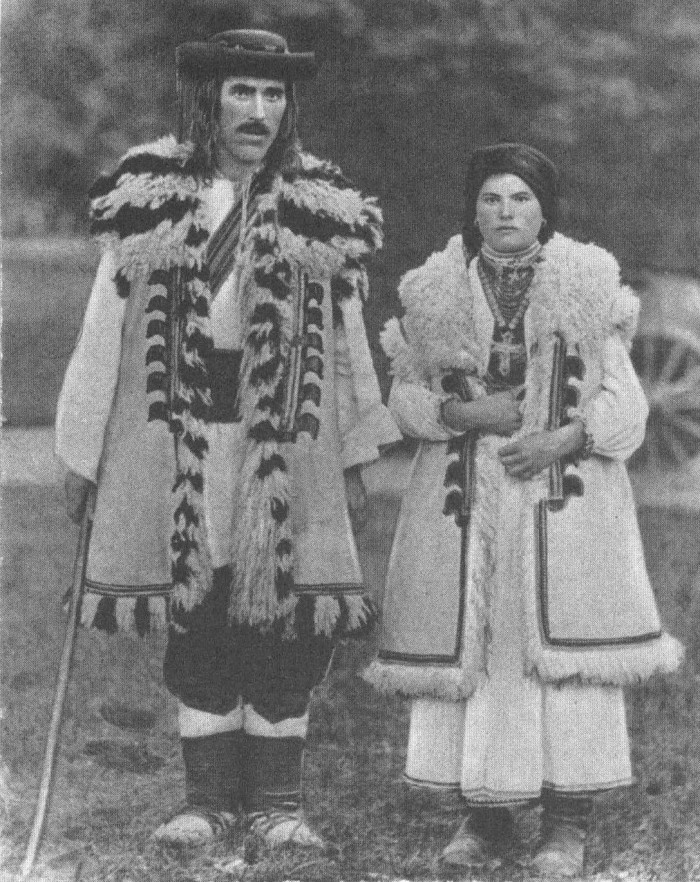
Gia đình người Boyko, đầu thế kỷ 20.
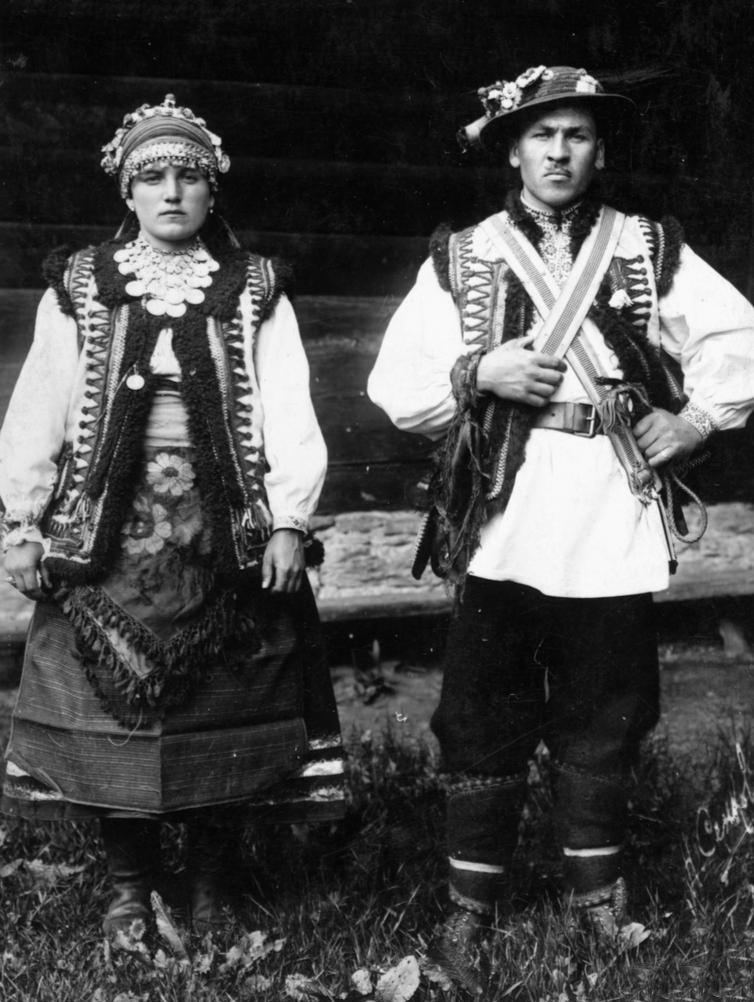
Gia đình người Hutsul, 1925–1939
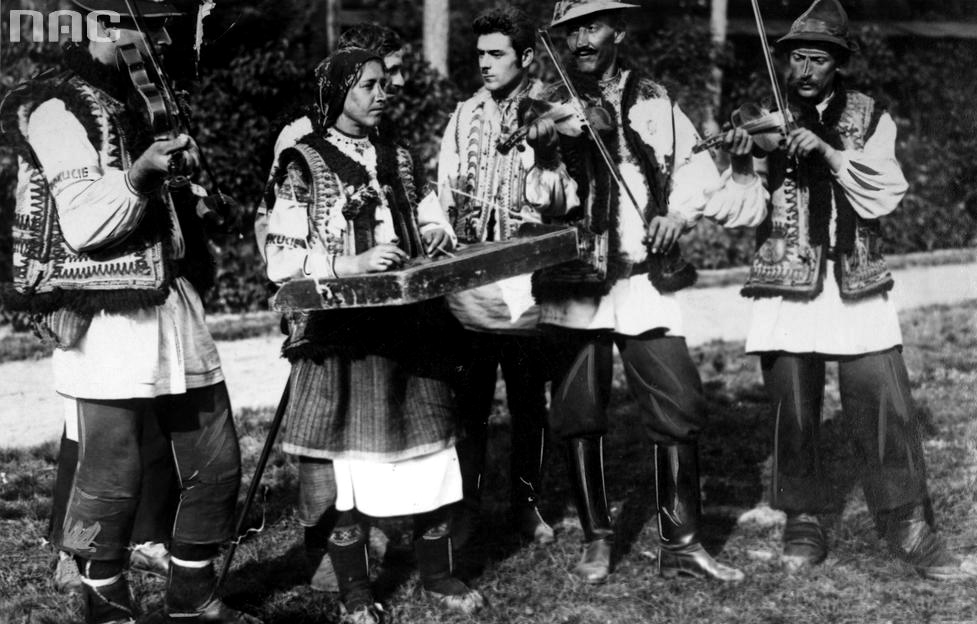
Ban nhạc người Hutsul, 1918–1935.
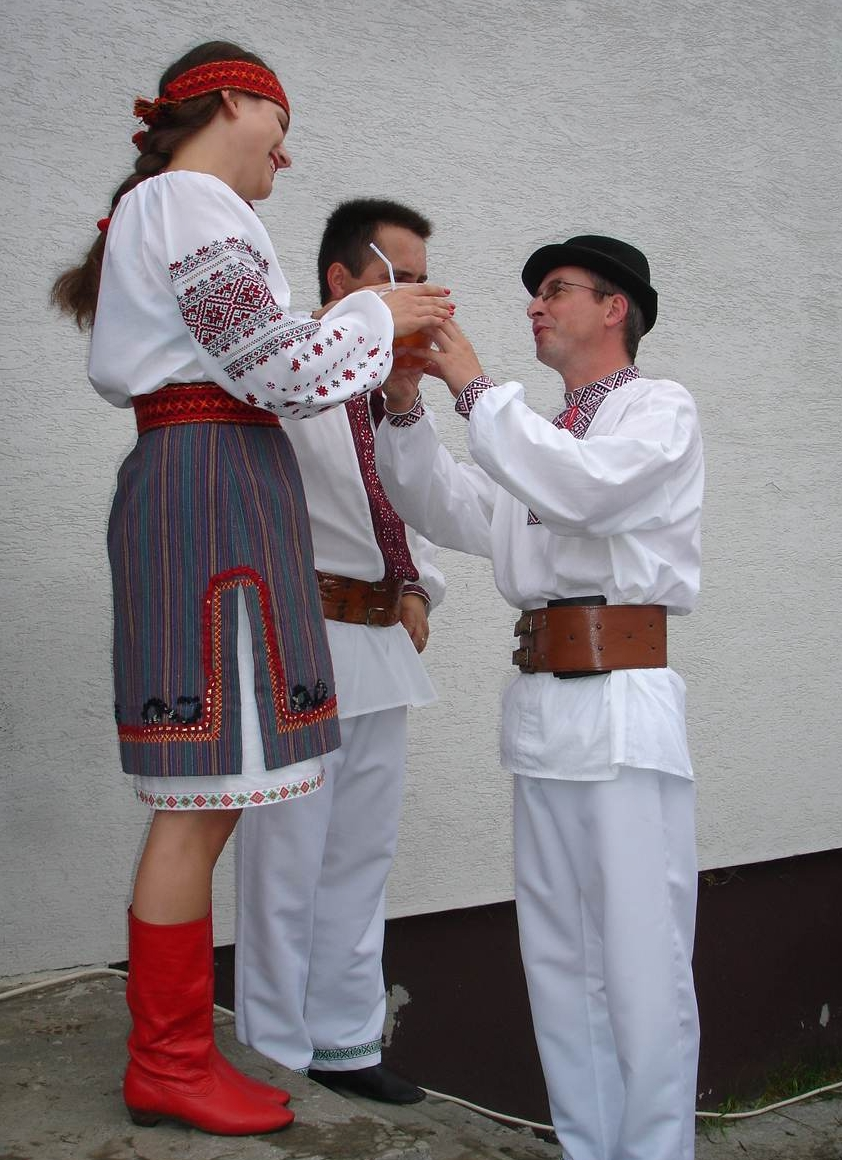
Người Lemkos tại Sanok trong trang phục dân gian vùng cao cách điệu từ vùng Mokre (Ba Lan).
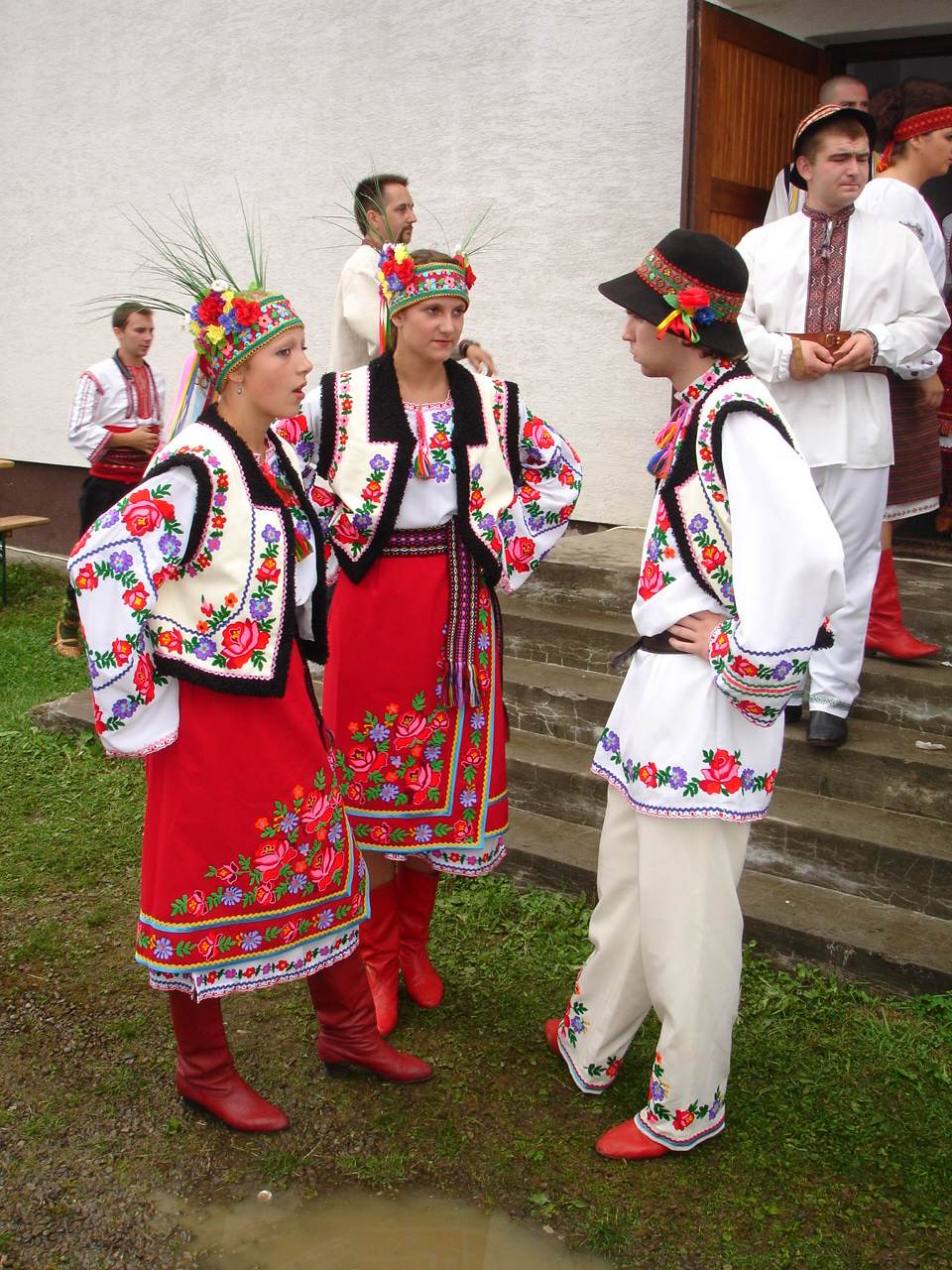
Người Ukraina từ Przemyśl.
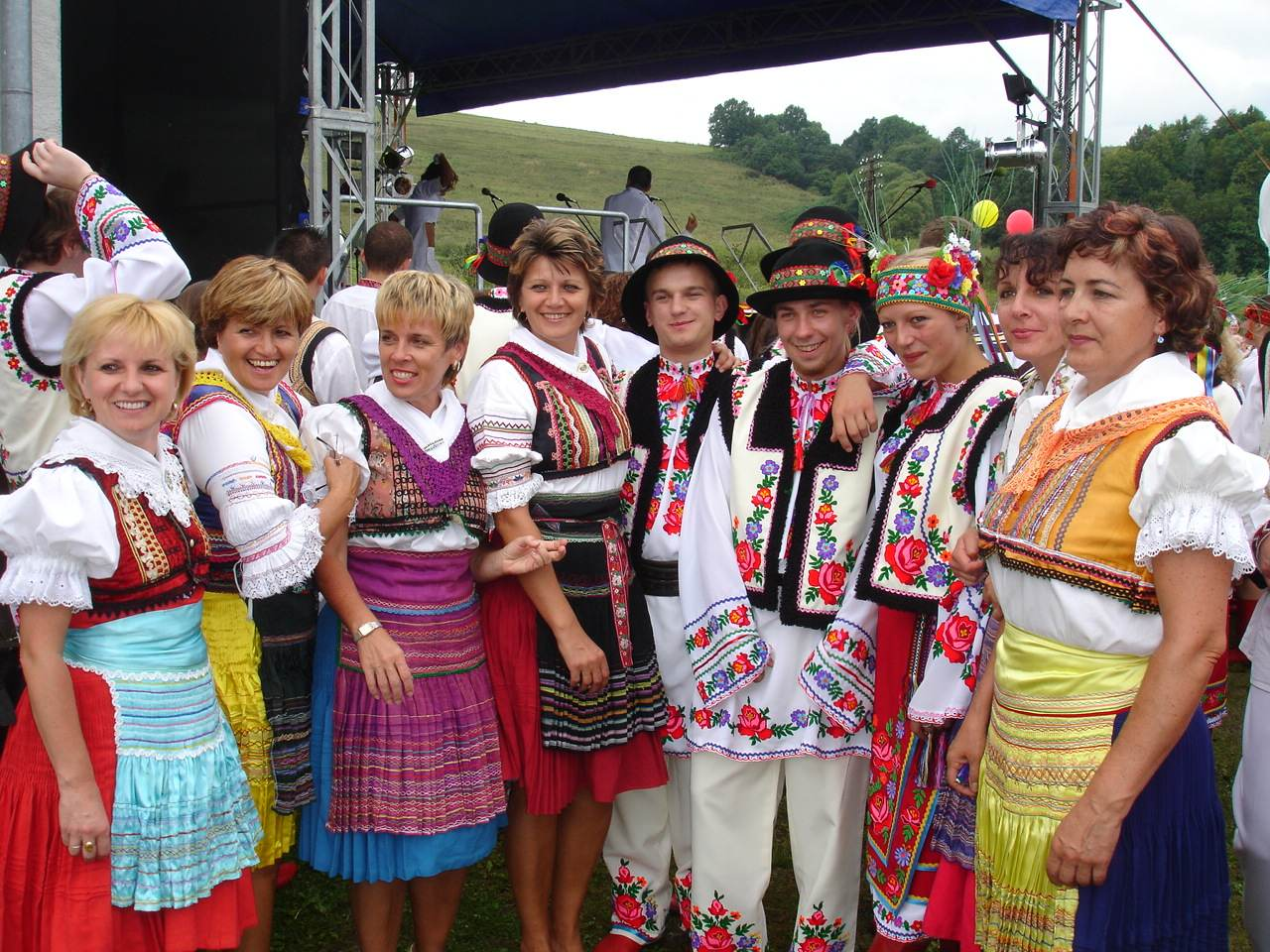
Người Lemko từ Prešov (trái) và người Ukraina từ Przemyśl (phải).
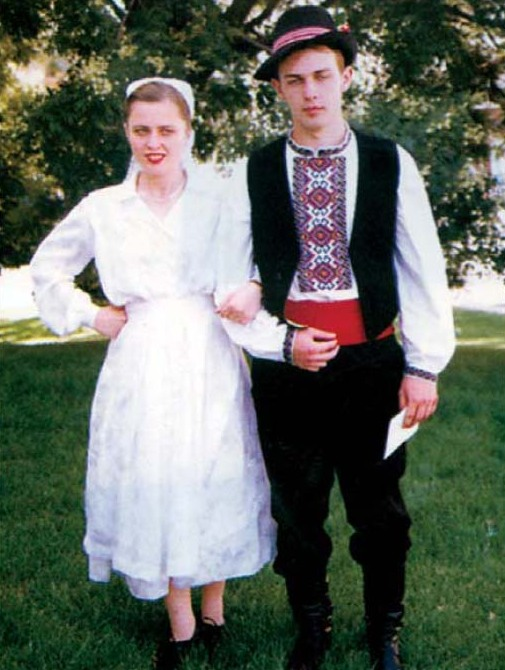
Trang phục của người Ruthenia từ Petrovci, Croatia.